# Stadt Lindau (Schiff)
Die Stadt Lindau war ein 1855 in Dienst gestelltes Glattdeckdampfschiff der Lindauer Dampfboot AG mit Heimathafen Lindau.
Die Stadt Lindau war das letzte Dampfschiff, das die Lindauer Dampfboot AG in Dienst stellte. Das seetüchtige Schiff hatte einen höheren Brennstoffverbrauch als die anderen Lindauer Schiffe.

## Unfall vor Lindau
Ihre Dienstzeit war bereits nach 32 Jahren beendet, als sie bei der Rückkehr von einer Kursfahrt nach Rorschach am 8. Oktober 1887 vor der Lindauer Hafeneinfahrt von der österreichischen Habsburg  gerammt worden war. Der Bug der Habsburg bohrte sich vor dem linken Radkasten in das Vorschiff der Stadt Lindau und schnitt dieses bis über die Hälfte der Schiffsbreite auf. Die Stadt Lindau sank vor der Hafeneinfahrt, drei Passagiere kamen dabei ums Leben. Das Schiff lag einige Wochen in vier Meter Tiefe auf dem Seegrund und wurde zur Touristenattraktion. Nachdem es gehoben wurde, erwies es sich als irreparabel und musste verschrottet werden.
Den Kompass der Stadt Lindau erhielt im Jahr 2006 die neue Lindau als Taufgeschenk. Der Bugspriet gehört seit 1889 der Lindauer Museumsgesellschaft.